# ハインリヒ6世 (神聖ローマ皇帝)
ハインリヒ6世（Heinrich VI., 1165年11月 - 1197年9月28日）はホーエンシュタウフェン朝第3代ローマ王（ドイツ王、在位：1169年 - 1197年）。のちイタリア王エンリーコ6世（戴冠：1186年1月21日）、さらに神聖ローマ皇帝（戴冠：1191年4月15日）。先代皇帝フリードリヒ1世と2番目の妃ベアトリクスの子。1190年までは父の後継者としての共同王。南イタリアのシチリア王国を王女コンスタンツェと結婚したうえで征服しホーエンシュタウフェン朝初代シチリア国王になる（在位：1194年 - 1197年）。皇帝によるイタリア半島統一をゴート戦争以来600年ぶりに成し遂げたものの、早すぎる死で水泡に帰した。

## 生涯

### ローマ皇帝即位前
1165年にナイメーヘンで、フリードリヒ1世とベアトリクスの次子として生まれる。1169年6月、4歳のハインリヒはバンベルクでローマ王（ドイツ王）に戴冠された。1184年5月20日の聖霊降臨節の日にマインツで開かれた帝国集会で、弟シュヴァーベン公フリードリヒ6世とともに騎士に叙された。この集会の参加者には贈物が与えられ、同時に騎士たちのトーナメントが開かれる華々しいものだった。
1184年10月、ハインリヒとシチリア王女コンスタンツェの結婚が成立する。過去には、1173年ごろにフリードリヒ1世の娘ベアトリーチェとシチリア国王グリエルモ2世の婚姻が提案され、ハインリヒとコンスタンツェの縁談は1180年ごろから進められていた。1186年1月にハインリヒは自分よりも10歳年上のコンスタンツェと結婚、かつて反皇帝派都市の筆頭格だったミラノのサンタンブロージョ教会で挙式した。この婚姻によって教皇領を挟む南北の二大国が同盟を結ぶことになり、ローマ教会にとって危機的な状況となる。
1189年6月10日にフリードリヒが第3回十字軍の途上で没するとハインリヒは父の跡を継ぎ、同年11月18日にグリエルモ2世が没する。
1184年の婚姻時の取り決めでは、グリエルモ2世没後に王国の統治権はコンスタンツェとハインリヒに継承されることになっていた。しかし、コンスタンツェの縁組を推進したパレルモ大司教グアルティエーロがグリエルモ2世に続いて没し、1189年12月に反ローマ帝国派の廷臣によってレッチェ伯タンクレーディがシチリア国王に擁立された。ハインリヒはシチリアに向かおうとするが、ザクセン・バイエルンの君主ハインリヒ獅子公が亡命先のイングランドから帰国したため、ハインリヒ獅子公への対処に追われてシチリアへの進軍を阻まれる。1191年1月になってようやく、ハインリヒはイタリアに向かうことができた。

### シチリア王即位

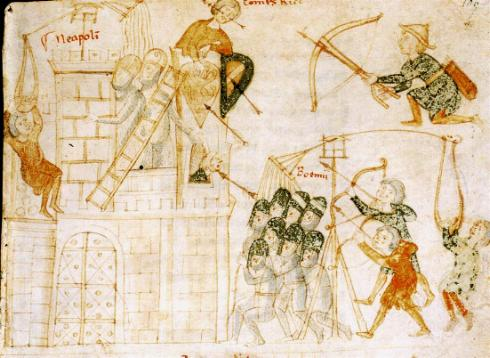
1191年のナポリ包囲

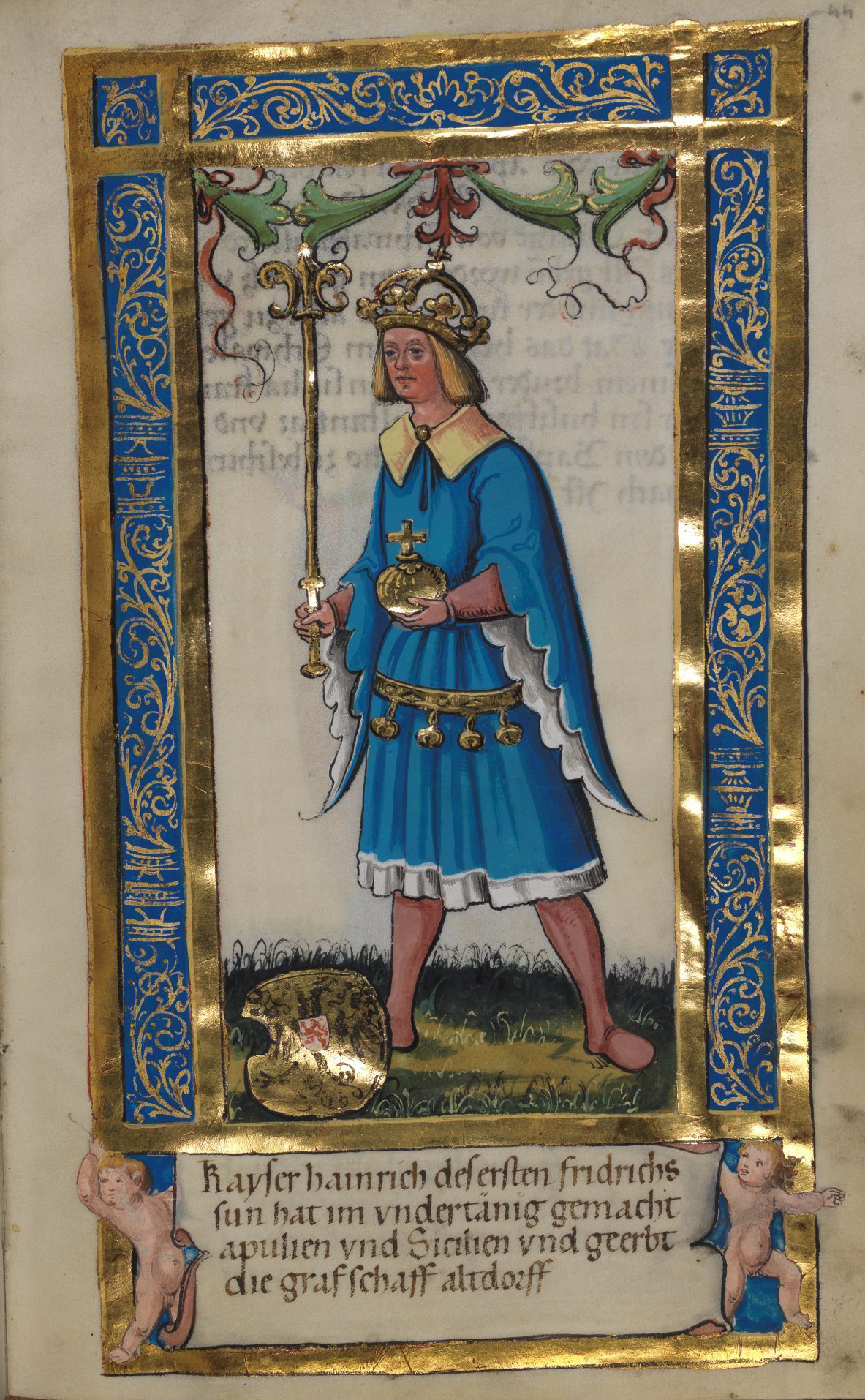
ハインリヒ6世

1191年4月、ハインリヒとコンスタンツェはローマで教皇ケレスティヌス3世からローマ皇帝・皇妃に戴冠される。イタリアを南下したハインリヒはナポリの包囲を開始するが、ハインリヒの軍は疫病に罹り、重大な被害を受ける。一方、神聖ローマ帝国ではハインリヒ獅子公が再び反乱を起こしており、ハインリヒは包囲を解いて帰国せざるをえなかった。サレルノの宮廷に残されたコンスタンツェは、サレルノ市民の手引きによってタンクレーディに引き渡され、コンスタンツェはケレスティヌスの仲介によって解放される。ケレスティヌスはタンクレーディのシチリア王位を認め、またローマ帝国の反シュタウフェン家陣営も勢いを盛り返していた。
この矢先、ハインリヒは思わぬ幸運にめぐり合う。反シュタウフェン陣営の有力な支持者であるイングランド王リチャード1世が、第3回十字軍の帰途でオーストリア公レオポルト5世に捕らえられ、トリフェルス城に監禁される事件が起きる。リチャードの身柄はハインリヒの元に引き渡され、ハインリヒは銀150,000マルクと引き換えにリチャードを釈放した。この事件によって反シュタウフェン陣営は有力な後ろ盾を失っただけでなく、ハインリヒは再度の南イタリア遠征に必要な軍費を調達することができた。
1194年1月にハインリヒは北イタリアのコムーネと協定を結んで通行許可を得、同年4月にはハインリヒ獅子公と講和する。同年2月にシチリアではタンクレーディが没し、彼の幼少の子グリエルモ3世がシチリア王位を継承していた。ピサ、ジェノヴァの協力を得て、ハインリヒは5月12日に南イタリア遠征に向かう。この遠征の途上でコンスタンツェの妊娠が発覚し、彼女は別の進路を通って移動した。
ハインリヒはシチリア王位と引き換えに、グリエルモ3世をレッチェ伯の地位にとどめることを約束し、1194年9月20日にパレルモは無血開城した。12月25日にハインリヒはシチリア国王に即位、即位に際して数百人のシチリア貴族が処刑・投獄され、グリエルモ3世は視力を奪われた上で幽閉され、グリエルモ3世の母親は国外に追放された。またタンクレーディの墓が暴かれ、民衆の前で遺体が纏っていた王衣が脱がされた上、遺体の首が切断された。

### 息子フリードリヒへの帝位相続
戴冠式の翌日、コンスタンツェがイェージの町で息子フリードリヒを出産した。結婚後9年の間2人の間に子が生まれていなかったこと、コンスタンツェが出産当時40歳と高齢だったために出産に疑惑がもたれ、後年にフリードリヒはコンスタンツェの子ではないという伝承が生まれる。
ハインリヒは友人であるコンラート・フォン・ウルスリンゲンをスポレート公に叙し、マルケをマルクヴァルト・フォン・アンヴァイラーに与えてイタリアの支配を固める。1195年のバーリの宮廷会議では十字軍への参加を約束し、教会との関係の改善を図った。
同年6月にハインリヒはコンスタンツェとフリードリヒをパレルモに残してローマ帝国に帰還し、十字軍の準備を進めるとともに、フリードリヒへのローマ皇帝位の世襲を計画した。年内に開催されたヴォルムスの帝国会議でハインリヒはフリードリヒのローマ王選挙を求めるが、諸侯の反対によって要求は退けられる。1196年4月に開催されたヴュルツブルクの帝国議会でハインリヒは、ローマ王位をフランスやシチリアと同様の世襲制に代えて諸侯に国王選挙権を放棄させるかわりに、諸侯にも相続権を認める「世襲帝国計画」を提案した。しかし、ケルン大司教アドルフの猛反対に遭って計画は失敗に終わった。
1196年夏にはフリードリヒのローマ王位承認を求めて教皇庁と交渉するが、交渉は頓挫する。弟のシュヴァーベン公フィリップとマインツ大司教の働きかけによって、1196年12月のフランクフルト帝国議会でようやくフリードリヒがローマ王に選出された。こうしてフリードリヒへの帝位継承が確実になると、ハインリヒは十字軍の派遣に着手した。

### 最期

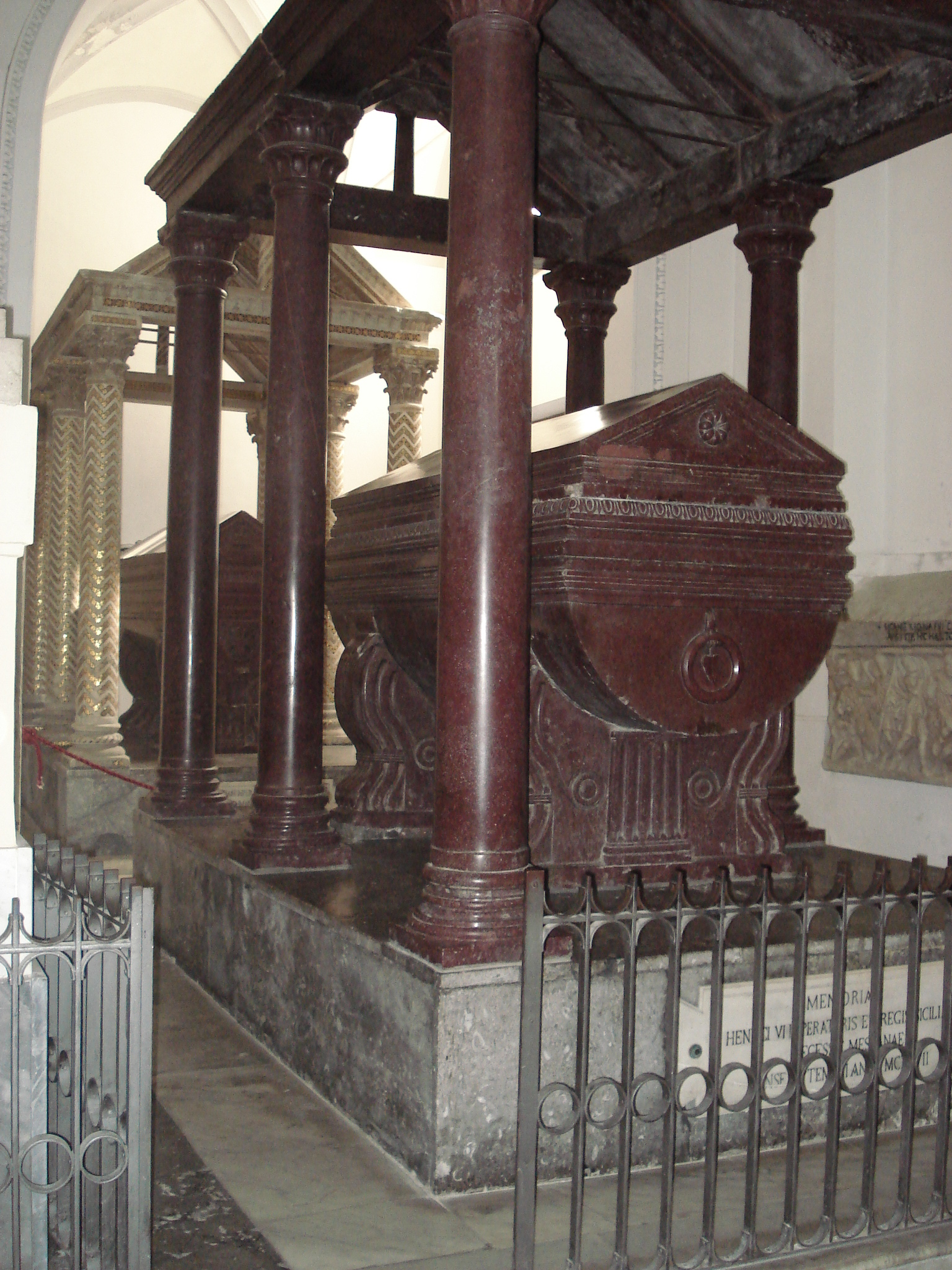
パレルモのカテドラルに安置されたハインリヒ6世の棺

フリードリヒがローマ王に選出されたころ、シチリアではアルプス以北出身である「ドイツ人」の王の支配に対する反乱が起きていた。反乱を鎮圧したハインリヒは首謀者を熱した鉄の玉座に座らせて釘の生えた冠を頭に打ちつける苛烈な刑に処したが、反乱は再度起こる。1197年9月28日にハインリヒは反乱の鎮圧の軍備を整えている途中に、マラリア（あるいは赤痢）に罹って病没した。
没前にハインリヒは、妻のコンスタンツェを幼少のフリードリヒの摂政とするように遺言する。しかしローマ皇帝位とシチリア王位だけでなく、ローマ王権とシチリア王権の関係、シチリアの国制と統治、ローマ帝国・シチリアの両方に残る反対勢力への対処といったハインリヒが生前に解決できなかった問題もフリードリヒに受け継がれた。

## 家族
シチリア国王ルッジェーロ2世の娘コンスタンツェとの間に1男が生まれた。
- フリードリヒ2世（1194年 - 1250年） - 神聖ローマ皇帝